# Árpád
Árpád (phát âm tiếng Hungary: [ˈaːrpaːd]; k. 845 – k. 907) là thủ lĩnh của liên minh các bộ tộc Hungary vào khoảng thời gian chuyển tiếp giữa thế kỷ 9 và 10. Ông có thể đã là lãnh đạo tinh thần (kende) của người Hungary, hoặc thủ lĩnh quân sự (gyula) của họ; đa số các chi tiết trong cuộc đời ông đều được các nhà sử học tranh luận, vì những nguồn thông tin thời kỳ này thường mâu thuẫn với nhau. Dù vậy, nhiều người Hungary vẫn xem ông là "người lập quốc", và vai trò quan trọng của Árpád trong honfoglalás (cuộc chinh phục bồn địa Karpat của người Hungary) đã được nhấn mạnh trong các tài liệu thời kì sau. Nhà Árpád, triều đại xuất phát từ ông, cai trị vương quốc Hungary cho tới năm 1301.

## Tiểu sử

### Đầu đời
Árpád là con trai của Álmos, người được nhắc tới như là thủ lĩnh đầu tiên của liên minh các bộ tộc Hungary trong tất cả các biên niên sử Hungary. Không rõ tên mẹ ông là gì hay thân thế gia đình bà. Theo nhà sử học Gyula Kristó, Árpád được sinh ra vào khoảng năm 845. Tên ông xuất phát từ từ đại mạch (árpa) trong tiếng Hungary.